# FIFA-Konföderationen-Pokal 2013
Der FIFA-Konföderationen-Pokal 2013 (englisch FIFA Confederations Cup 2013) war die siebte Ausspielung dieses interkontinentalen Fußballwettbewerbs für Nationalmannschaften unter diesem Namen und unter Obhut der FIFA. Es war insgesamt der neunte Wettbewerb dieser Art und fand vom 15. bis zum 30. Juni in Brasilien statt. Wie erstmals 2001 galt der Wettbewerb für den Gastgeber als Generalprobe für die ein Jahr später dort stattfindende Fußball-Weltmeisterschaft 2014. Brasilien stand mit der Vergabe der WM somit auch als Ausrichter des Konföderationen-Pokals fest. Zum dritten Mal in Folge gewann Brasilien den Wettbewerb. Im Finale siegten die Brasilianer überraschend deutlich mit 3:0 gegen die, in den Jahren zuvor den Weltfußball dominierenden, Welt- und Europameister aus Spanien.
Während der Veranstaltung kam es in Brasilien zu Protesten, die sich auch gegen die „WM für Reiche“ und Milliardenausgaben für die Großprojekte der Sportveranstaltungen richteten. Dabei kam es zu schweren Auseinandersetzungen mit der Polizei.

## Spielorte
Gespielt wurde in sechs für die kommende Weltmeisterschaft 2014 vorgesehenen und modernisierten Stadien. Keines der Spiele fand in der bevölkerungsreichsten Stadt Brasiliens, São Paulo, statt, da das dortige WM-Stadion sich zur Zeit des Turniers noch in Bau befand.
| Belo Horizonte |

| Salvador da Bahia |

| Recife |

| Brasília |

| Fortaleza |

| Rio de Janeiro |

| Belo Horizonte |

| Salvador da Bahia |

| Recife |

| Brasília |

| Fortaleza |

| Rio de Janeiro |

## Teilnehmer
Für den Wettbewerb hatten sich folgende Nationalmannschaften qualifiziert:
 Brasilien als Gastgeber
 Spanien als Weltmeister 2010 1
 Japan als Asienmeister 2011
 Mexiko als Sieger des CONCACAF Gold Cup 2011
 Uruguay als Sieger der Copa América 2011
 Tahiti als Ozeanienmeister 2012
 Italien als Finalist der Europameisterschaft 2012 1
 Nigeria als Afrikameister 2013
| Gruppe A  | Gruppe B |
| --------- | -------- |
| Brasilien | Spanien  |
| Japan     | Uruguay  |
| Mexiko    | Tahiti   |
| Italien   | Nigeria  |

## Vorrunde
Die Auslosung fand am Samstag, dem 1. Dezember 2012 in São Paulo statt. Der Spielplan wurde am 30. Mai 2012 bekannt gegeben. Für die Auslosung wurden Gastgeber Brasilien, Welt- und Europameister Spanien sowie Vize-Europameister Italien und Südamerikameister Uruguay, die in der FIFA-Weltrangliste im November 2012 die höchsten Plätze belegten, in Topf 1 gesetzt. Japan, Mexiko, Tahiti und der künftige Afrikameister kamen in Topf 2. Zudem wurde Brasilien als Gruppenkopf von Gruppe A und Spanien als Gruppenkopf von Gruppe B festgelegt. Italien wurde zu Brasilien in Gruppe A und Uruguay zu Spanien in Gruppe B gesetzt, um frühzeitige innerverbandliche Spiele zu vermeiden, und nur der Zeitpunkt der Spiele durch das Los ermittelt.
Alle Zeitangaben in Ortszeit (UTC−3); entspricht der MESZ minus 5 Stunden.

### Gruppe A
| Pl. | Verein    | Sp. | S | U | N | Tore    | Diff. | Punkte |
| --- | --------- | --- | - | - | - | ------- | ----- | ------ |
| 1.  | Brasilien | 3   | 3 | 0 | 0 | 009:200 | +7    | 09     |
| 2.  | Italien   | 3   | 2 | 0 | 1 | 008:800 | ±0    | 06     |
| 3.  | Mexiko    | 3   | 1 | 0 | 2 | 003:500 | −2    | 03     |
| 4.  | Japan     | 3   | 0 | 0 | 3 | 004:900 | −5    | 0      |

|                                                             |   |           |           |
| 15. Juni um 16:00 Uhr (21:00 Uhr MESZ) in Brasília          |   |           |           |
| Brasilien                                                   | – | Japan     | 3:0 (1:0) |
| 16. Juni um 16:00 Uhr (21:00 Uhr MESZ) in Rio de Janeiro    |   |           |           |
| Mexiko                                                      | – | Italien   | 1:2 (1:1) |
| 19. Juni um 16:00 Uhr (21:00 Uhr MESZ) in Fortaleza         |   |           |           |
| Brasilien                                                   | – | Mexiko    | 2:0 (1:0) |
| 19. Juni um 19:00 Uhr (20. Juni um 0:00 Uhr MESZ) in Recife |   |           |           |
| Italien                                                     | – | Japan     | 4:3 (1:2) |
| 22. Juni um 16:00 Uhr (21:00 Uhr MESZ) in Belo Horizonte    |   |           |           |
| Japan                                                       | – | Mexiko    | 1:2 (0:0) |
| 22. Juni um 16:00 Uhr (21:00 Uhr MESZ) in Salvador da Bahia |   |           |           |
| Italien                                                     | – | Brasilien | 2:4 (0:1) |

In Gruppe A wurden mit Italien und Brasilien, gemessen an der Anzahl errungener Weltmeister-Titel, die beiden erfolgreichsten Mannschaften einander zugelost.
Gastgeber Brasilien gewann die Gruppe mit drei Siegen. Dem 3:0 im Eröffnungsspiel gegen Japan folgte ein 2:0 gegen Mexiko. Da auch Italien seine beiden ersten Spiele gegen Japan und Mexiko gewonnen hatte, spielten die beiden Mannschaften am letzten Spieltag nur noch um den Gruppensieg, da sie bereits für das Halbfinale qualifiziert waren. Brasilien gewann die Partie und sicherte sich damit den Gruppensieg vor Italien. Brasiliens Spielmacher Neymar wurde dabei in allen drei Spielen zum „Man of the Match“ gewählt.
Die abschließende Partie zwischen Mexiko und Japan, beide zu dem Zeitpunkt bereits ausgeschieden, endete mit 2:1 zugunsten Mexikos, die damit den dritten Gruppenplatz belegten. Japan wurde ohne Punktgewinn Gruppenvierter.

### Gruppe B
| Pl. | Verein  | Sp. | S | U | N | Tore    | Diff. | Punkte |
| --- | ------- | --- | - | - | - | ------- | ----- | ------ |
| 1.  | Spanien | 3   | 3 | 0 | 0 | 015:100 | +14   | 09     |
| 2.  | Uruguay | 3   | 2 | 0 | 1 | 011:300 | +8    | 06     |
| 3.  | Nigeria | 3   | 1 | 0 | 2 | 007:600 | +1    | 03     |
| 4.  | Tahiti  | 3   | 0 | 0 | 3 | 001:240 | −23   | 0      |

|                                                                        |   |         |            |
| 16. Juni um 19:00 Uhr (17. Juni um 0:00 Uhr MESZ) in Recife            |   |         |            |
| Spanien                                                                | – | Uruguay | 2:1 (2:0)  |
| 17. Juni um 16:00 Uhr (21:00 Uhr MESZ) in Belo Horizonte               |   |         |            |
| Tahiti                                                                 | – | Nigeria | 1:6 (0:3)  |
| 20. Juni um 16:00 Uhr (21:00 Uhr MESZ) in Rio de Janeiro               |   |         |            |
| Spanien                                                                | – | Tahiti  | 10:0 (4:0) |
| 20. Juni um 19:00 Uhr (21. Juni um 0:00 Uhr MESZ) in Salvador da Bahia |   |         |            |
| Nigeria                                                                | – | Uruguay | 1:2 (1:1)  |
| 23. Juni um 16:00 Uhr (21:00 Uhr MESZ) in Fortaleza                    |   |         |            |
| Nigeria                                                                | – | Spanien | 0:3 (0:1)  |
| 23. Juni um 16:00 Uhr (21:00 Uhr MESZ) in Recife                       |   |         |            |
| Uruguay                                                                | – | Tahiti  | 8:0 (4:0)  |

Wie in Gruppe A, wurden auch in Gruppe B mit Spanien und Uruguay zwei Weltmeister gelost, wobei der erste auf den aktuellen Weltmeister traf.
Weltmeister Spanien gewann, wie auch Brasilien, alle drei Spiele. Mit dem Sieg gegen Nigeria war man aus eigener Kraft auf dem ersten Rang. Uruguay verlor zwar das erste Spiel, gewann allerdings am zweiten Spieltag das Duell gegen Nigeria. Durch den abschließenden Sieg gegen Tahiti und mit Hilfe der Spanier, die gegen Nigeria gewannen, landete Uruguay auf dem zweiten Platz. Afrikameister Nigeria schied dagegen aus. Zwar gewann die Mannschaft gegen Tahiti, wobei man das einzige Tor des Meisters aus Ozeanien hinnehmen musste, konnte danach allerdings nicht mehr punkten. Tahiti verließ das Turnier ohne Punkt und mit einer Tordifferenz von 1:24. Den einzigen Treffer erzielte Jonathan Tehau gegen Nigeria.

## Finalrunde

### Halbfinale
|                                                          |   |         |                      |
| 26. Juni um 16:00 Uhr (21:00 Uhr MESZ) in Belo Horizonte |   |         |                      |
| Brasilien                                                | – | Uruguay | 2:1 (1:0)            |
| 27. Juni um 16:00 Uhr (21:00 Uhr MESZ) in Fortaleza      |   |         |                      |
| Spanien                                                  | – | Italien | 0:0 n. V., 7:6 i. E. |

### Spiel um Platz 3
|                                                             |   |         |                                 |
| 30. Juni um 13:00 Uhr (17:00 Uhr MESZ) in Salvador da Bahia |   |         |                                 |
| Uruguay                                                     | – | Italien | 2:2 n. V. (2:2, 0:1), 2:3 i. E. |

### Finale
|                                                                    |   |         |           |
| 30. Juni um 19:00 Uhr (1. Juli um 0:00 Uhr MESZ) in Rio de Janeiro |   |         |           |
| Brasilien                                                          | – | Spanien | 3:0 (2:0) |

## Torschützenliste
| \| Rang \| Spieler \| Tore \| Vorlagen \| Spielzeit (Min.) \| \| \| ---- \| ------------------------------ \| ---- \| -------- \| ---------------- \| \| \| 1 \| Fernando Torres Goldener Schuh \| 5 \| 1 \| 273 \| \| \| 2 \| Fred Silberner Schuh \| 5 \| 1 \| 423 \| \| \| 3 \| Neymar Bronzener Schuh \| 4 \| 2 \| 412 \| \| \| 4 \| Abel Hernández \| 4 \| 1 \| 090 \| \| \| 5 \| David Villa \| 3 \| 2 \| 136 \| \| \| 6 \| Edinson Cavani \| 3 \| 1 \| 390 \| \| \| 7 \| Nnamdi Oduamadi \| 3 \| 0 \| 135 \| \| \| 8 \| Chicharito \| 3 \| 0 \| 270 \| \| \| 9 \| Luis Suárez \| 3 \| 0 \| 404 \| \| \| 10 \| David Silva \| 2 \| 1 \| 179 \| \| \| 11 \| Mario Balotelli \| 2 \| 1 \| 266 \| \| \| 12 \| Jô \| 2 \| 0 \| 027 \| \| \| 13 \| Shinji Okazaki \| 2 \| 0 \| 270 \| \| \| 14 \| Paulinho \| 2 \| 0 \| 358 \| \| \| 15 \| Jordi Alba \| 2 \| 0 \| 390 \| \| \| 16 \| Nicolás Lodeiro \| 1 \| 2 \| 117 \| \| \| 17 \| Juan Mata \| 1 \| 1 \| 171 \| \| \| 18 \| Andrea Pirlo \| 1 \| 1 \| 300 \| \| \| 19 \| Diego Forlán \| 1 \| 1 \| 321 \| \| \| 20 \| Pedro \| 1 \| 1 \| 325 \| \| \| 21 \| Emanuele Giaccherini \| 1 \| 1 \| 377 \| \| \| 22 \| Dante \| 1 \| 0 \| 057 \| \| \| 23 \| Sebastian Giovinco \| 1 \| 0 \| 090 \| \| \| 24 \| Davide Astori \| 1 \| 0 \| 096 \| \| \| 25 \| Roberto Soldado \| 1 \| 0 \| 150 \| \| \| 26 \| Alessandro Diamanti \| 1 \| 0 \| 155 \| \| \| 27 \| Diego Pérez \| 1 \| 0 \| 172 \| \| \| 28 \| Keisuke Honda \| 1 \| 0 \| 269 \| \| \| 29 \| John Obi Mikel \| 1 \| 0 \| 270 \| \| \| \| Jonathan Tehau \| 1 \| 0 \| 270 \| \| \| \| Shinji Kagawa \| 1 \| 0 \| 270 \| \| \| \| Elderson Echiéjilé \| 1 \| 0 \| 270 \| \| \| 33 \| Daniele De Rossi \| 1 \| 0 \| 370 \| \| \| 34 \| Diego Lugano \| 1 \| 0 \| 390 \| \| \| 35 \| Giorgio Chiellini \| 1 \| 0 \| 510 \| \| \| − \| Atsuto Uchida \| ET \| \| \| \| \| − \| Jonathan Tehau \| ET \| \| \| \| \| − \| Nicolas Vallar \| ET \| \| \| \| |                                |      |          |                  |  |
| Rang | Spieler                        | Tore | Vorlagen | Spielzeit (Min.) |  |
| 1 | Fernando Torres Goldener Schuh | 5    | 1        | 273              |  |
| 2 | Fred Silberner Schuh           | 5    | 1        | 423              |  |
| 3 | Neymar Bronzener Schuh         | 4    | 2        | 412              |  |
| 4 | Abel Hernández                 | 4    | 1        | 090              |  |
| 5 | David Villa                    | 3    | 2        | 136              |  |
| 6 | Edinson Cavani                 | 3    | 1        | 390              |  |
| 7 | Nnamdi Oduamadi                | 3    | 0        | 135              |  |
| 8 | Chicharito                     | 3    | 0        | 270              |  |
| 9 | Luis Suárez                    | 3    | 0        | 404              |  |
| 10 | David Silva                    | 2    | 1        | 179              |  |
| 11 | Mario Balotelli                | 2    | 1        | 266              |  |
| 12 | Jô                             | 2    | 0        | 027              |  |
| 13 | Shinji Okazaki                 | 2    | 0        | 270              |  |
| 14 | Paulinho                       | 2    | 0        | 358              |  |
| 15 | Jordi Alba                     | 2    | 0        | 390              |  |
| 16 | Nicolás Lodeiro                | 1    | 2        | 117              |  |
| 17 | Juan Mata                      | 1    | 1        | 171              |  |
| 18 | Andrea Pirlo                   | 1    | 1        | 300              |  |
| 19 | Diego Forlán                   | 1    | 1        | 321              |  |
| 20 | Pedro                          | 1    | 1        | 325              |  |
| 21 | Emanuele Giaccherini           | 1    | 1        | 377              |  |
| 22 | Dante                          | 1    | 0        | 057              |  |
| 23 | Sebastian Giovinco             | 1    | 0        | 090              |  |
| 24 | Davide Astori                  | 1    | 0        | 096              |  |
| 25 | Roberto Soldado                | 1    | 0        | 150              |  |
| 26 | Alessandro Diamanti            | 1    | 0        | 155              |  |
| 27 | Diego Pérez                    | 1    | 0        | 172              |  |
| 28 | Keisuke Honda                  | 1    | 0        | 269              |  |
| 29 | John Obi Mikel                 | 1    | 0        | 270              |  |
| | Jonathan Tehau                 | 1    | 0        | 270              |  |
| | Shinji Kagawa                  | 1    | 0        | 270              |  |
| | Elderson Echiéjilé             | 1    | 0        | 270              |  |
| 33 | Daniele De Rossi               | 1    | 0        | 370              |  |
| 34 | Diego Lugano                   | 1    | 0        | 390              |  |
| 35 | Giorgio Chiellini              | 1    | 0        | 510              |  |
| − | Atsuto Uchida                  | ET   |          |                  |  |
| − | Jonathan Tehau                 | ET   |          |                  |  |
| − | Nicolas Vallar                 | ET   |          |                  |  |

Quelle: fifa.com; Eigentore (ET) werden in der offiziellen Torschützenliste nicht angegeben, können aber den einzelnen Spielberichten entnommen werden

## Auszeichnungen

### Goldener Ball
Den „Goldenen Ball“ für den besten Spieler des Turniers erhielt der Brasilianer Neymar. Mit dem „Silbernen Ball“ wurde der Spanier Andrés Iniesta ausgezeichnet. Der „Bronzene Ball“ wurde an den Brasilianer Paulinho vergeben.

### Goldener Schuh
Als bester Torschütze des Turniers wurde der Spanier Fernando Torres mit dem „Goldenen Schuh“ ausgezeichnet. Den „Silbernen Schuh“ erhielt der Brasilianer Fred, der wie Torres fünf Tore erzielte und die gleiche Anzahl Torvorlagen gab, jedoch mehr Spielminuten hatte. Den „Bronzenen Schuh“ erhielt Neymar, der wie der Uruguayer Abel Hernández vier Turniertore schoss, jedoch mehr Torvorlagen gab.

### Goldener Handschuh
Den „Goldenen Handschuh“ für die beste Torhüterleistung des Turniers erhielt der Brasilianer Júlio César. Eine silberne und bronzene Trophäe wurden in dieser Kategorie nicht vergeben.

### FIFA-Fair-Play-Trophäe
Der Fair-Play-Preis für sportlich korrektes Auftreten auf und außerhalb des Rasens wurde der spanischen Fußballnationalmannschaft zuerkannt.

## Schiedsrichter
Vom Weltverband wurden am 13. Mai 2013 folgende beim Turnier einzusetzende Schiedsrichter und Assistenten nominiert:
| Verband  | Schiedsrichter      | Jahrgang            | Spiele              | Spiele (4. Off.)    |                     |                     |                     |  | Assistent 1            | Jahrgang          | Assistent 2          | Jahrgang          |
| -------- | ------------------- | ------------------- | ------------------- | ------------------- | ------------------- | ------------------- | ------------------- |  | ---------------------- | ----------------- | -------------------- | ----------------- |
| AFC      | Ravshan Ermatov     | 1977                | 1                   | 1                   | 04                  | 0                   | 0                   |  | Abdukhamidullo Rasulov | 1976              | Bachadyr Kotschkarow | 1970              |
| AFC      | Yūichi Nishimura    | 1972                | 1                   | 2                   | 04                  | 0                   | 0                   |  | Tōru Sagara            | 1976              | Toshiyuki Nagi       | 1971              |
| CAF      | Djamel Haimoudi     | 1970                | 2                   | 2                   | 04                  | 1                   | 0                   |  | Redouane Achik         | 1972              | Abdelhak Etchiali    | 1981              |
| CONCACAF | Joel Aguilar        | 1975                | 2                   | 2                   | 01                  | 0                   | 0                   |  | William Torres         | 1975              | Juan Zumba           | 1982              |
| CONMEBOL | Diego Abal          | 1971                | 1                   | 1                   | 04                  | 0                   | 0                   |  | Hernán Maidana         | 1972              | Juan Pablo Belatti   | 1979              |
| CONMEBOL | Enrique Osses       | 1974                | 2                   | 1                   | 10                  | 0                   | 0                   |  | Carlos Astroza         | 1976              | Sergio Román         | 1969              |
| OFC      | kein Schiedsrichter | kein Schiedsrichter | kein Schiedsrichter | kein Schiedsrichter | kein Schiedsrichter | kein Schiedsrichter | kein Schiedsrichter |  | keine Assistenten      | keine Assistenten | keine Assistenten    | keine Assistenten |
| UEFA     | Felix Brych         | 1975                | 1                   | 3                   | 02                  | 0                   | 0                   |  | Mark Borsch            | 1977              | Stefan Lupp          | 1978              |
| UEFA     | Björn Kuipers       | 1973                | 2                   | 1                   | 06                  | 0                   | 1                   |  | Sander van Roekel      | 1974              | Erwin Zeinstra       | 1977              |
| UEFA     | Pedro Proença       | 1970                | 2                   | 2                   | 04                  | 2                   | 0                   |  | Bertino Miranda        | 1972              | José Trigo           | 1972              |
| UEFA     | Howard Webb         | 1971                | 2                   | 1                   | 07                  | 0                   | 0                   |  | Michael Mullarkey      | 1970              | Darren Cann          | 1969              |

## Spielball
Im Rahmen der Auslosung am 1. Dezember 2012 wurde auch der Spielball vorgestellt. Er trug den Namen Cafusa, eine „Kombination aus carnaval, futebol und samba (Karneval, Fußball, Samba)“ und wurde von Adidas hergestellt. Der Ball kam auch bei der FIFA-Klub-Weltmeisterschaft 2012 zum Einsatz.

## Technische Hilfsmittel
Am 19. Februar 2013 entschloss sich die FIFA, bei dem Turnier erstmals eine Torlinientechnik  einzusetzen. Hierbei wurde ein System eingesetzt, das über Videokameras überprüfen sollte, ob ein Ball die Torlinie überschritten hatte. Dabei wurde dem Schiedsrichter ein Signal auf ein Empfangsgerät, das er am Handgelenk trug, übertragen. Das System stellt eine Kombination aus GoalControl und GoalRef-Technologie dar.

## Sicherheitskonzept
Die Spiele wurden von über 54.000 Polizisten und Soldaten geschützt. Die Ausgaben für deren neu angeschaffte Ausrüstung beliefen sich auf 700 Millionen Euro.

## Fernsehübertragung

### Deutschland
Die Fernsehrechte für Deutschland besaßen die beiden öffentlich-rechtlichen Sendeanstalten ARD und ZDF sowie der Privatsender Sport1. Acht Spiele wurden von „Sport 1“ übertragen (inkl. das Spiel um Platz 3), fünf Spiele vom „ZDF“ (inkl. 1. Halbfinale und Finale) und zwei Spiele von „Das Erste“ (inkl. 2. Halbfinale). Das letzte Spiel der Gruppe B wurde nicht in Deutschland übertragen.

## Proteste während der Veranstaltung

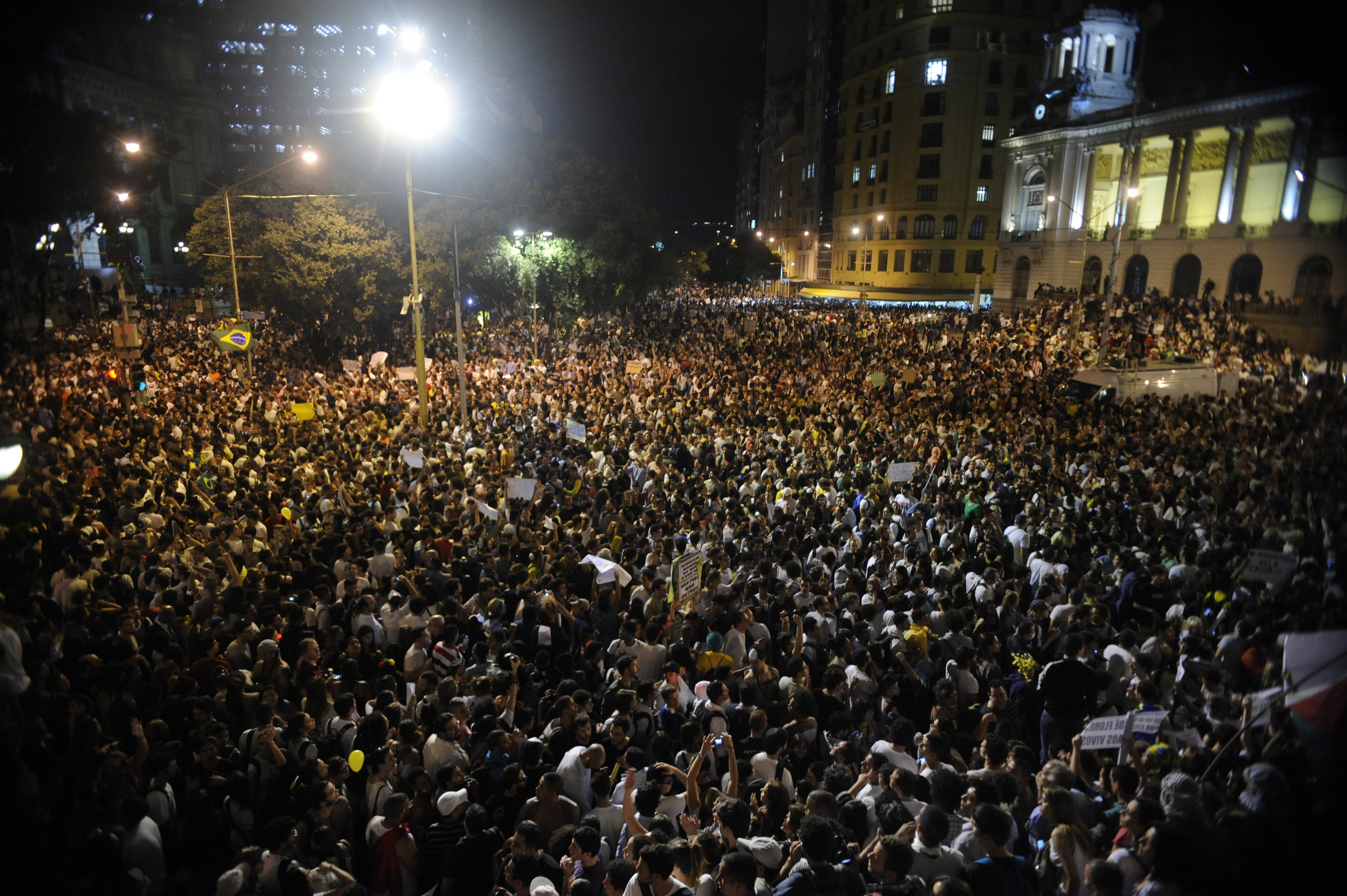
Proteste am 18. Juni in Rio

Während des Konföderationen-Pokals begannen in Brasilien Proteste gegen die Milliardenausgaben für sportliche Großprojekte wie Fußballstadien für die Fußballweltmeisterschaft 2014 und die Olympischen Spiele 2016, gegen Korruption (insbesondere in der Verwaltung), gegen soziale Missstände, Erhöhung von Preisen im öffentlichen Nahverkehr und unrechtmäßige Polizeigewalt. Diese waren die größten Proteste seit dem Ende der Militärdiktatur in den 1980er Jahren. Am Abend des 20. Juni demonstrierten etwa eine Million Brasilianer in mehr als hundert Städten des Landes. Die größte Demonstration, mit etwa 300.000 Demonstranten, fand in Rio de Janeiro statt.
Laut Zahlen der amtlichen Nachrichtenagentur „Agência Brasil“ nahmen am 21. Juni sogar fast zwei Millionen Menschen in 438 Städten teil. Die allermeisten Demonstrationen verliefen völlig friedlich. In einigen Fällen wie in Rio am 21. Juni eskalierten Demonstrationen, als die Polizei Tränengas-Granaten auf den Protestzug abfeuerte. Die Polizei setzte berittene Einheiten und gepanzerte Fahrzeuge ein und ging brutal gegen die Demonstranten vor. Mindestens 44 Menschen wurden in Rio verletzt, in Brasília mehr als 100; viele durch Gummigeschosse der Polizei. Anschließend kam es zu Straßenschlachten.
FIFA-Präsident Sepp Blatter nahm am 19. Juni in einem Exklusiv-Interview mit dem brasilianischen Sender TV Globo Stellung zu den Protestkundgebungen; zahlreiche Medien zitierten seinen Satz „Brasilien hat sich um diese WM beworben. Wir haben die WM nicht Brasilien aufgezwungen“. Die Kritik an den Kosten der Stadien könne er nicht verstehen; man solle doch nicht den Fußball nutzen, um Forderungen zu verkünden.
Brasiliens Fußballspieler, wie Dante oder Neymar, solidarisierten sich mit den Demonstranten.
Am 21. Juni 2013 versprach Brasiliens Präsidentin Rousseff in einer landesweit übertragenen Fernsehansprache einen „großen Pakt“ für ein besseres Brasilien.

## Statistische Besonderheiten
- Erstmals nahmen mit Spanien, Italien und Brasilien die drei verschiedenen Gewinner der letzten drei Weltmeisterschaften teil.
- Mit Brasilien, Italien, Spanien und Uruguay nahmen erstmals vier ehemalige oder aktuelle Weltmeister teil. Die bisherige Höchstmarke mit drei Weltmeistern stammte aus dem Jahr 2005, als Argentinien, Brasilien und Deutschland teilnahmen. Alle vier erreichten das Halbfinale.
- Im Eröffnungsspiel trafen mit Brasilien und Japan die beiden Mannschaften aufeinander, die als erste und zu diesem Zeitpunkt einzige Mannschaften bereits für die WM 2014 qualifiziert waren.
- Tahiti war mit Platz 138 in der FIFA-Weltrangliste der bis dato am niedrigsten eingestufte Teilnehmer seit Einführung der Weltrangliste. Bisher war es Neuseeland 1999 mit Platz 102.
- Andrea Pirlo und Diego Forlán absolvierten in den Gruppenspielen ihr 100. Länderspiel.
- Das 10:0 Spaniens über Tahiti war der bisher höchste Sieg einer Mannschaft in der Geschichte des Konföderationen-Pokals. Den Rekord für das torreichste Spiel teilt sich die Partie mit dem 8:2 zwischen Brasilien und Saudi-Arabien 1999.
- Die Siege von Spanien und Uruguay gegen Tahiti waren die höchsten Siege einer anderen Konföderation sowie einer europäischen und südamerikanischen Mannschaft gegen eine ozeanische Mannschaft.
- Mit 68 Toren wurde eine neue Rekordmarke für die Gesamttorzahl aufgestellt.
- Mit Brasilien gewinnt erstmals eine Mannschaft bei einem FIFA-Turnier den Titel dreimal in Folge.

## Auswirkungen auf die FIFA-Weltrangliste
Durch den Sieg konnte sich Brasilien in der FIFA-Weltrangliste um 13 Plätze auf Rang 9 verbessern, wobei mit 223 Punkten der größte Punktgewinn des Monats verbucht wurde. Italien konnte sich um zwei Plätze auf Rang 6 und Uruguay um sieben Plätze auf Rang 12  verbessern. Spanien verlor zwar Punkte, bleibt aber weiterhin Spitzenreiter. Die in der Gruppenphase ausgeschiedenen Mannschaften verloren dagegen Positionen: Mexiko von Rang 17 auf 20, Nigeria von Rang 31 auf 35, Japan von Rang 32 auf 37 und Tahiti von Rang 138 auf Rang 154.

## Doping
Etwa einen Monat nach Ende des Turniers wurde ein Dopingfall bekannt. Ein Spieler Tahitis war bei einer Kontrolle am 23. Juni 2013 positiv getestet worden. Über die Substanz und den Namen des Akteurs schwieg sich die FIFA zunächst aus.
Am 27. September 2013 wurde bekannt, dass der Verteidiger Vincent Simon wegen eines positiven Dopingtests beim Spiel gegen Uruguay am 23. Juni in Recife bis zum 7. Februar 2014 gesperrt wird.